# Dorymyrmex breviscapis
Dorymyrmex breviscapis är en myrart som beskrevs av Auguste-Henri Forel 1912. Dorymyrmex breviscapis ingår i släktet Dorymyrmex och familjen myror.

## Underarter
Arten delas in i följande underarter:
- D. b. alvarezi
- D. b. breviscapis
- D. b. elongatulus
- D. b. speculiceps